# Johann Wolfgang Bieglein-Kreußler
Johann Wolfgang Bieglein-Kreußler (* als Johann Wolfgang Bieglein nach 1700 in Nürnberg; † 5. Dezember 1780 in Jena) war ein herzoglich Weimarischer Stadthauptmann von Jena und Fechtmeister der Universität.
Johann Wolfgang Bieglein war Schüler von Heinrich Wilhelm Kreußler (1690–1752) in Jena. Da Kreußlers Sohn Wilhelm Ernst (1723–1787) kein Fechter war, wurde Bieglein von Kreußler im Jahr 1745 adoptiert, sodass er unter dem Namen Bieglein-Kreußler die Kreußlersche Fechttradition an der Jenaer Universität fortsetzte. Mit ihm endete die Fechtmeistertradition der Kreußler in Jena. Sein Nachfolger war Joh. Heinrich von den Brinken.
Bieglein-Kreußler musste seine Privilegien offenbar gegen Eingriffe verteidigen, wie eine Akte über eine Beschwerde von 1777 im Thüringischen Hauptarchiv Weimar zeigt.